# J. R. Smith
J. R. Smith (* 9. září 1985, Freehold, New Jersey, USA) je americký profesionální basketbalista. Od roku 2015 hrál za tým NBA Cleveland Cavaliers. V tuto chvíli hraje za tým Los Angeles Lakers

## Kariéra v NBA
- New Orleans Hornets (2004–2006)
- Denver Nuggets (2006–2011)
- New York Knicks (2012–2015)
- Cleveland Cavaliers (od 2015)

## Kontroverze
V roce 2009 byl odsouzen k 90 dnům vězení za to, že o dva roky dříve zabil při autonehodě svého přítele Andreho Bella.
V roce 2014 dostal za nesportovní chování pokutu 50.000 dolarů (asi jeden milion korun). Opakovaně totiž rozvázal tkaničky soupeřům.